# Platytrochus
Genre
Platytrochus est un genre de coraux durs de la famille des Turbinoliidae.

## Liste d'espèces
Le genre Platytrochus comprend les espèces suivantes :
| Selon World Register of Marine Species (20 juillet 2015) : - Platytrochus compressus (Tenison-Woods, 1878) - Platytrochus hastatus Dennant, 1902 - Platytrochus laevigatus Cairns & Parker, 1992 - Platytrochus parisepta Cairns & Parker, 1992 - Platytrochus stokesii (Lea, 1833) † | Selon ITIS (20 juillet 2015) : - Platytrochus compressus (Tenison-Woods, 1878) - Platytrochus hastatus Dennant, 1902 - Platytrochus laevigatus Cairns & Parker, 1992 - Platytrochus parisepta Cairns & Parker, 1992 |

Selon Paleobiology Database (20 juillet 2015) :
- Platytrochus airensis
- Platytrochus bataviae
- Platytrochus burcki
- Platytrochus claibornensis
- Platytrochus curvatus
- Platytrochus diabloensis
- Platytrochus dominicensis
- Platytrochus elegans
- Platytrochus hastatus
- Platytrochus maudensis
- Platytrochus merriami
- Platytrochus primaevus
- Platytrochus vacuus